# Список глав государств в 700 году
Список глав государств в 699 году — 700 год — Список глав государств в 701 году — Список глав государств по годам

## Африка
- Ифрикия — Хасан ибн аль-Нуман, наместник (692 — 703)
- Макурия — Меркурий, царь (697 — 710)

## Америка
- Баакульское царство — Кан Балам II, царь (684 — 702)
- Канульское царство — Чохо(?)т, священный владыка (695 — ок. 702)
- Дос-Пилас — Ицамнаах К'авиль, царь (692 — 726)
- Мутульское царство (Тикаль) — Хасав-Чан-Кавиль I, царь (682 — 734)
- Шукууп (Копан) — Вашаклахуун-Уб’аах-К’авииль, царь (695 — 738)
- Яшчилан (Пачан) — Ицамнах-Балам III, божественный царь (681 — 742)

## Азия
- Абхазия (Абазгия) — Константин I, князь (ок. 680 — ок. 710)
- Армянский эмират — Смбат VI Багратуни, ишхан (691 — 711)
- Бохай (Пархэ) — Да Цзожун (Гао-ван), ван (698 — 719)
- Гилян (Дабюиды) — Фарукхан Великий, испахбад (676 — 728)
- Грузия — 
  - Картли — Гурам III, эрисмтавар (693 — 748)
  - Кахетия — Стефаноз II, князь[англ.] (684 — 736)
  - Тао-Кларджети — Варазбакур, князь (678 — 705)
- Дханьявади — Тюрия Тири, царь[англ.] (694 — 714)
- Западно-тюркский каганат — Ашина Хушэло-шад, каган (693 — 704)
- Индия — 
  - Бадами (Западные Чалукья) — Виджаядитья Сатьяшрая, махараджа (696 — 733)
  - Венги (Восточные Чалукья) — 
    - Шришрая Шиладитья Сарвасидхи, махараджа (673 — 705)
    - Манги Ювараджа, махараджа (682 — 706)

  - Западные Ганги — Шивамара I, махараджа (679 — 726)
  - Кашмир — Пратападития, махараджа[нем.] (ок. 661 — ок. 711)
  - Паллавы (Анандадеша) — Нарасимхаварман II, махараджа (695 — 722)
  - Пандья — Арикесари Мараварман, раджа (670 — 710)
  - Хагда — Балабхата, царь[англ.] (690 — 705)
- Кавказская Албания — Вараз-Трдат I, князь (670 — 705)
- Камарупа — Виджая, царь (670 — 725)
- Китай (Династия Тан) — У Цзэтянь, императрица (690 — 705)
- Кок-тюркский каганат — Капаган-каган, каган (693 — 716)
- Наньчжао — Синцзун-ван (Мэн Лошэн) , ван (674 — 712)
- Омейядов халифат — Абдул-Малик, халиф (685 — 705)
- Паган — Пеит Тонг, король[англ.] (660 — 710)
- Раджарата (Анурадхапура) — Манаванна, король (691 — 726)
- Силла — Хёсо, ван (692 — 702)
- Сунда — Тарусбава, король (669 — 723)
- Табаристан (Баванди) — Сорхаб I, испахбад (680 — 728)
- Тибет — Триду Сонгцэн, царь (676 — 704)
- Тюргешский каганат — Ушлик, каган (699 — 708)
- Тямпа — Викрантаварман II, князь (ок. 686 — ок. 731)
- Ченла — Джаядеви, королева (681 — 713)
- Шривиджайя — Дапунта Шри Джаянаса, князь (670 — 702)
- Япония — Монму, император (697 — 707)

## Европа
- Англия — 
  - Восточная Англия — Эльдвульф, король (664 - 713)
  - Думнония — 
    - Дунгарт ап Кулмин, король (661 — 700)
    - Геррен, король (700 — 710)

  - Кент — Витред, король (692 — 725)
  - Мерсия — Этельред I, король (675 — 704)
  - Нортумбрия — Элдфрит, король (685 - 704)
  - Уэссекс — Ине, король (688 — 726)
  - Хвикке — Осхер, король (679 — 704)
  - Эссекс — 
    - Свефред, король (695 — 709)
    - Сигехерд, король (695 — 709)
- Болгарское царство — 
  - Аспарух, хан (668 — 700)
  - Тервел, хан (700 — 721)
- Венецианская республика — Паоло Лучио Анафесто, дож (697 — 717)
- Вестготское королевство — Эгика, король (687 — 702)
- Византийская империя — Тиверий III, император (698 — 705)
  - Равеннский экзархат — Иоанн II Платин, экзарх (687 — 702)
  - Неаполь — Феодосий I, герцог (696 - 706)
- Волжская Булгария — Котраг, хан (668 — ок. 710)
- Дания — Онгенд, король (ок. 695 - 735)
- Домнония — Риваллон II, король (692 — 720)
- Ирландия — Лоингсех мак Энгус, верховный король (696 — 703)
  - Айлех — 
    - Фланд мак Маэл Тюил, король (681 — 700)
    - Фергал мак Маэл Дуйн, король (700 — 722)

  - Коннахт — Муйредах Муйлехан мак Фергуссо, король (697 — 702)
  - Лейнстер — Келлах Куаланн мак Гериди, король (693 — 715)
  - Мунстер — Этерскел мак Маэл Умай, король (ок. 698 — 721)
  - Ольстер — Бекк Бейрч мак Блатмейк, король (692 — 707)
- Лангобардское королевство — 
  - Куниперт, король (688 — 700)
  - Луитперт, король (700 — 702)
  - Беневенто — Гизульф I, герцог (680 — 706)
  - Сполето — Тразимунд I, герцог (665 - 703)
  - Фриуль — Адо, герцог (694 - 705)
- Папский престол — Сергий I, папа римский (687 — 701)
- Сербия — 
  - Владин, жупан (ок. 680 — ок. 700)
  - Ратомир, жупан (ок. 700 — ок. 730)
- Уэльс —
  - Брихейниог — Кадуган ап Катен, король (690 — 710)
  - Гвент — Морган II ап Атруис, король (685 — 715)
  - Гвинед — Идвал ап Кадваладр, король (682 — 720)
  - Дивед — Кадуган ап Катен, король (690 — 710)
  - Поуис — Гуилог ап Бели, король (ок. 665 — 710)
- Франкское королевство — Хильдеберт III, король (695 — 711)
  - Австразия — 
    - Пипин Геристальский, майордом (680 - 714)

  - Нейстрия и Бургундия — 
    - Гримоальд Младший, майордом (695 — 714)

  - Аквитания и Васкония — Эд Великий, герцог (ок. 688 — 735)
  - Бавария — Теодон II, герцог (680 — 716)
  - Тюрингия — Хеден II Младший, герцог (689 — ок. 741)
  - Шампань — Дрого, герцог (690 — 708)
- Фризия — Радбод I, король (680 - 719)
- Хазарский каганат — Ибузир Гляван, каган (690 - 715)
- Шотландия —
  - Галвидел — Тутагуал ап Анарауд, король (695 — 715)
  - Дал Риада — 
    - Фианнамайл, король (698 — 700)
    - Селбах, король (700 — 723)

  - Пикты — Бруде IV, король (697 — 706)
  - Стратклайд (Альт Клуит) — Бели II, король (694 — 722)

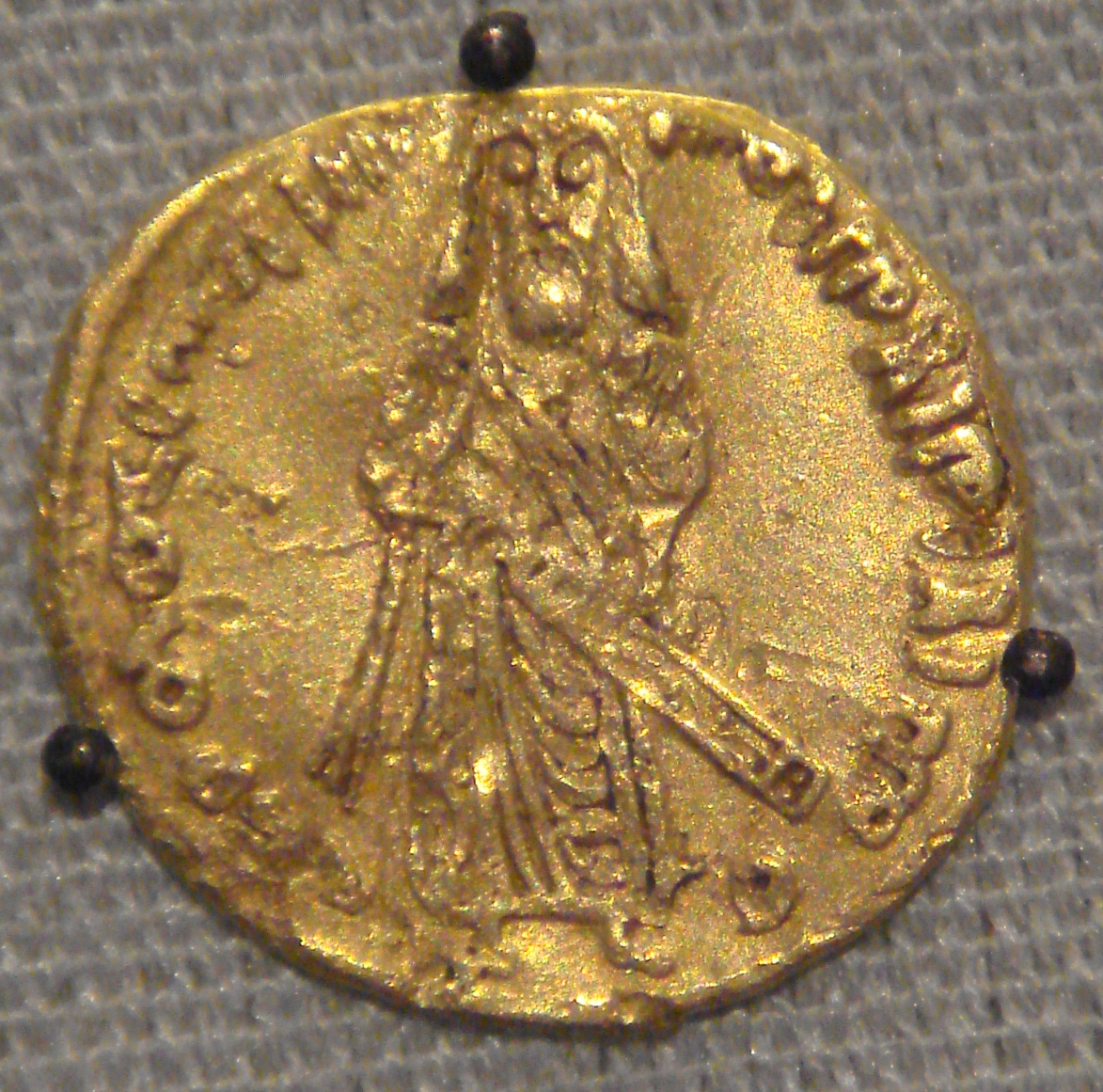
Абдул-Малик 685-705 Арабский халиф
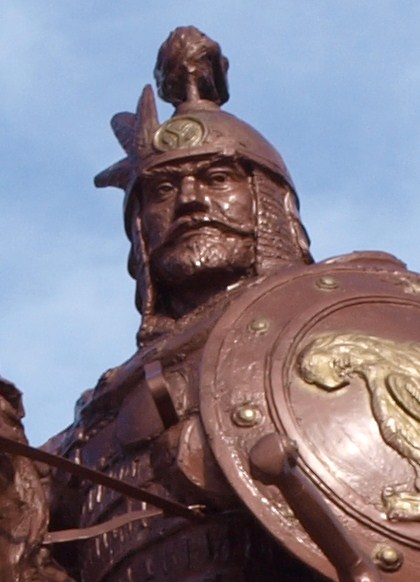
Аспарух 679-700 Хан Болгарии
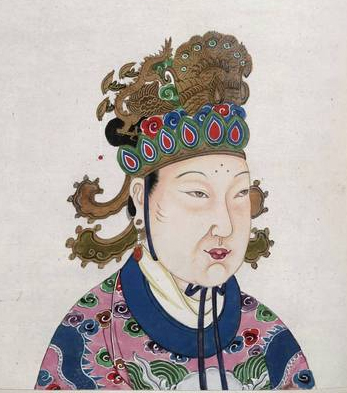
У Цзэтянь 691-705 Императрица Китая
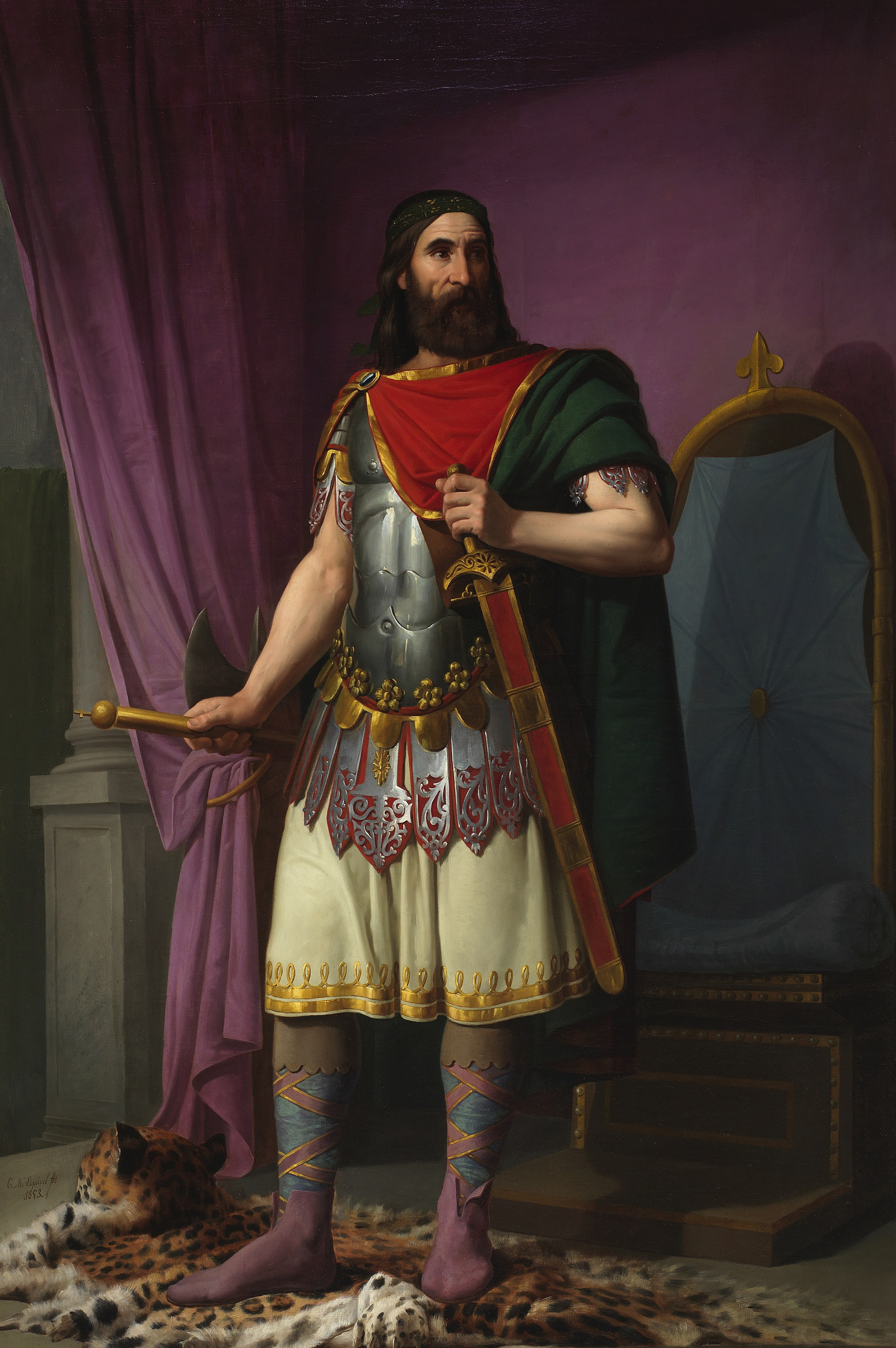
Эгика 687-702 Король вестготов
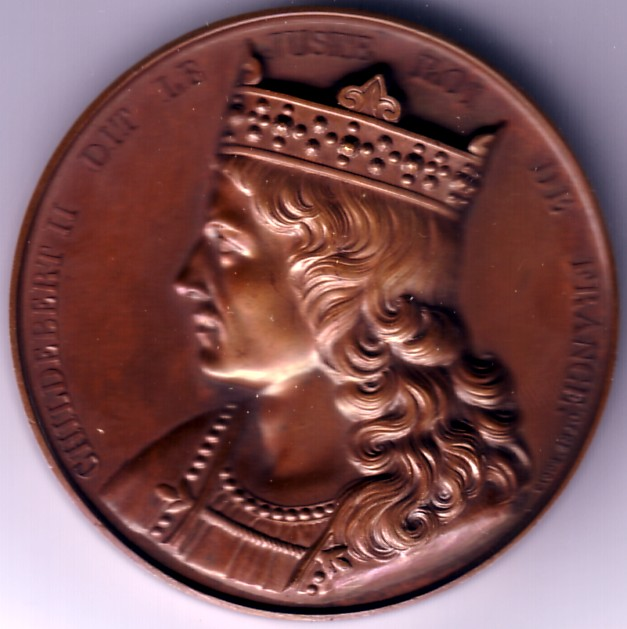
Хильдеберт III 695-711 Король франков
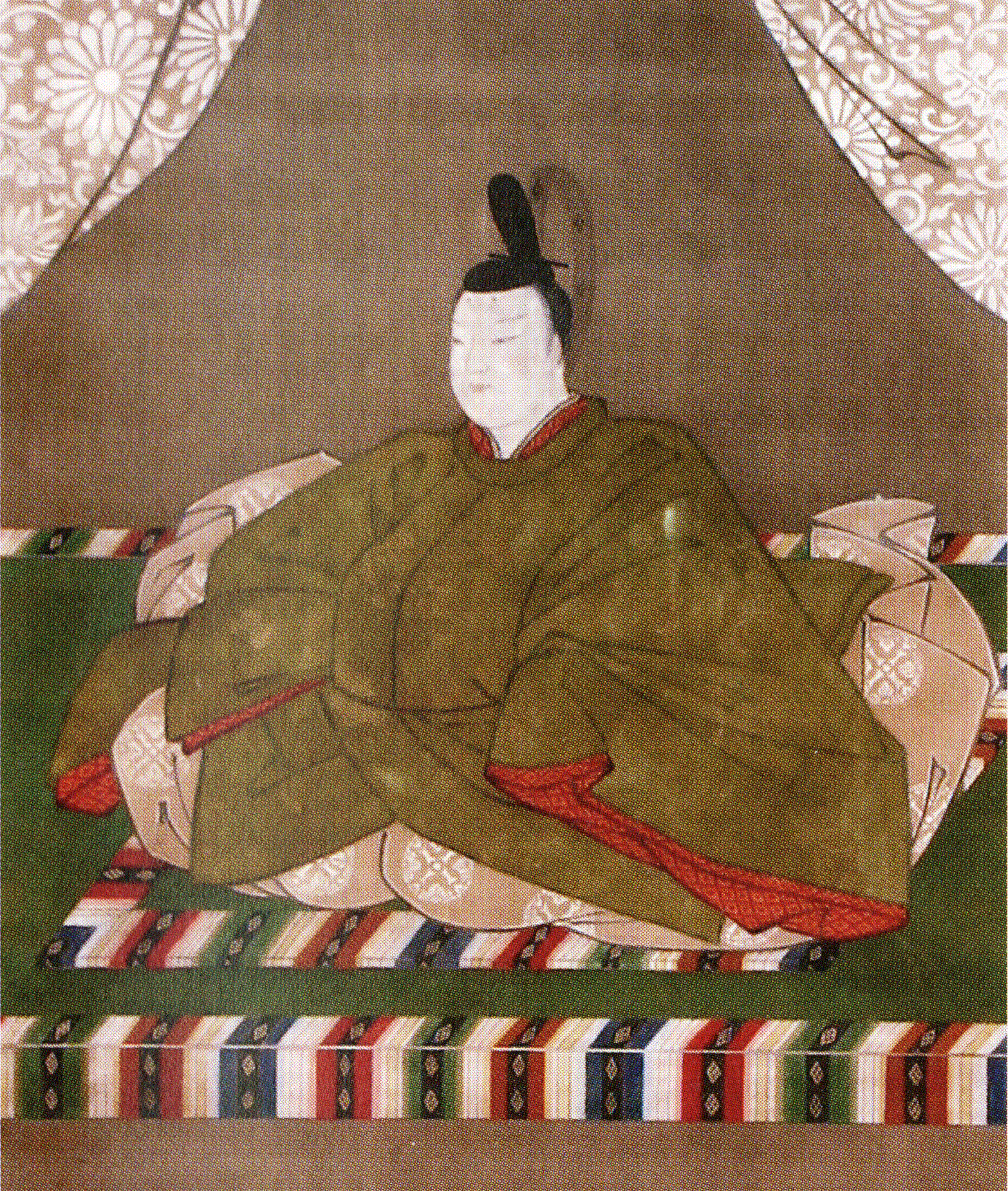
Монму 697-707 Император Японии
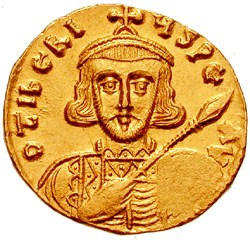
Тиверий III 698-705 Император Византии
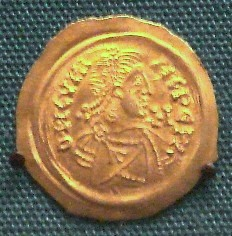
Куниперт 688-700 Король лангобардов
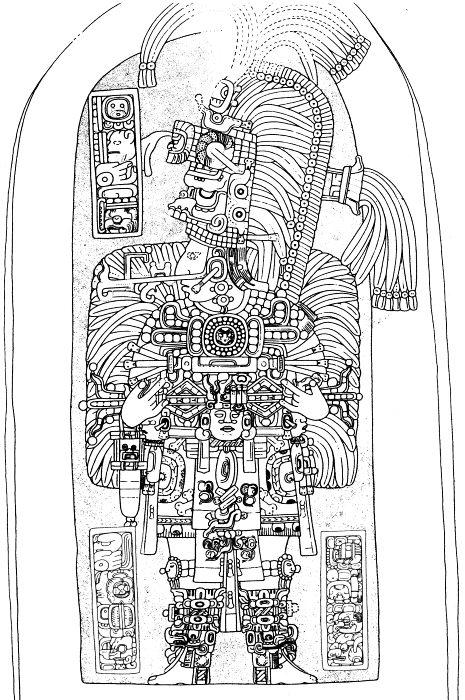
Хасав-Чан-Кавиль I 682-734 Царь Тикаля
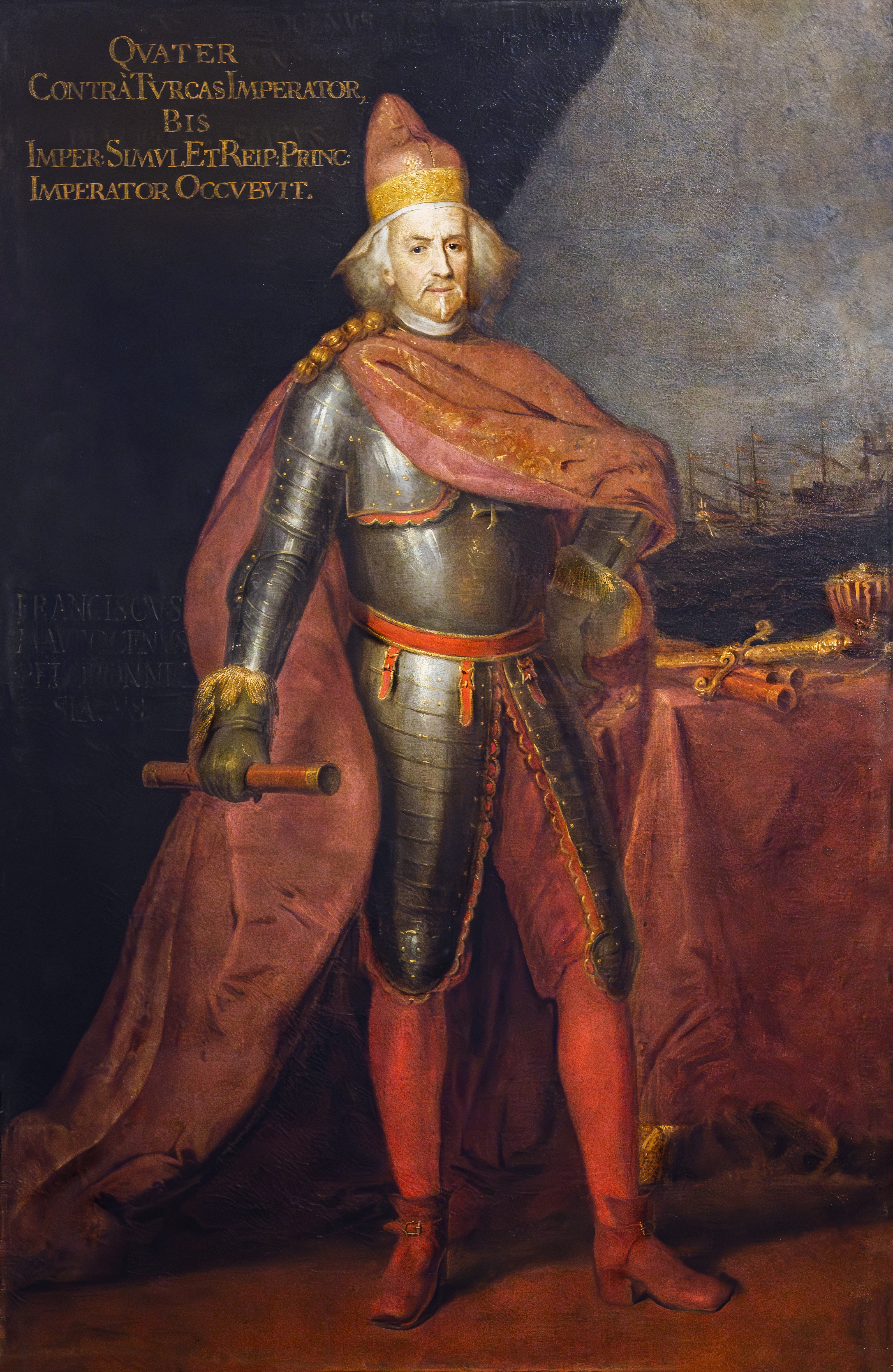
Паоло Лучио Анафесто 697-717 Дож Венеции
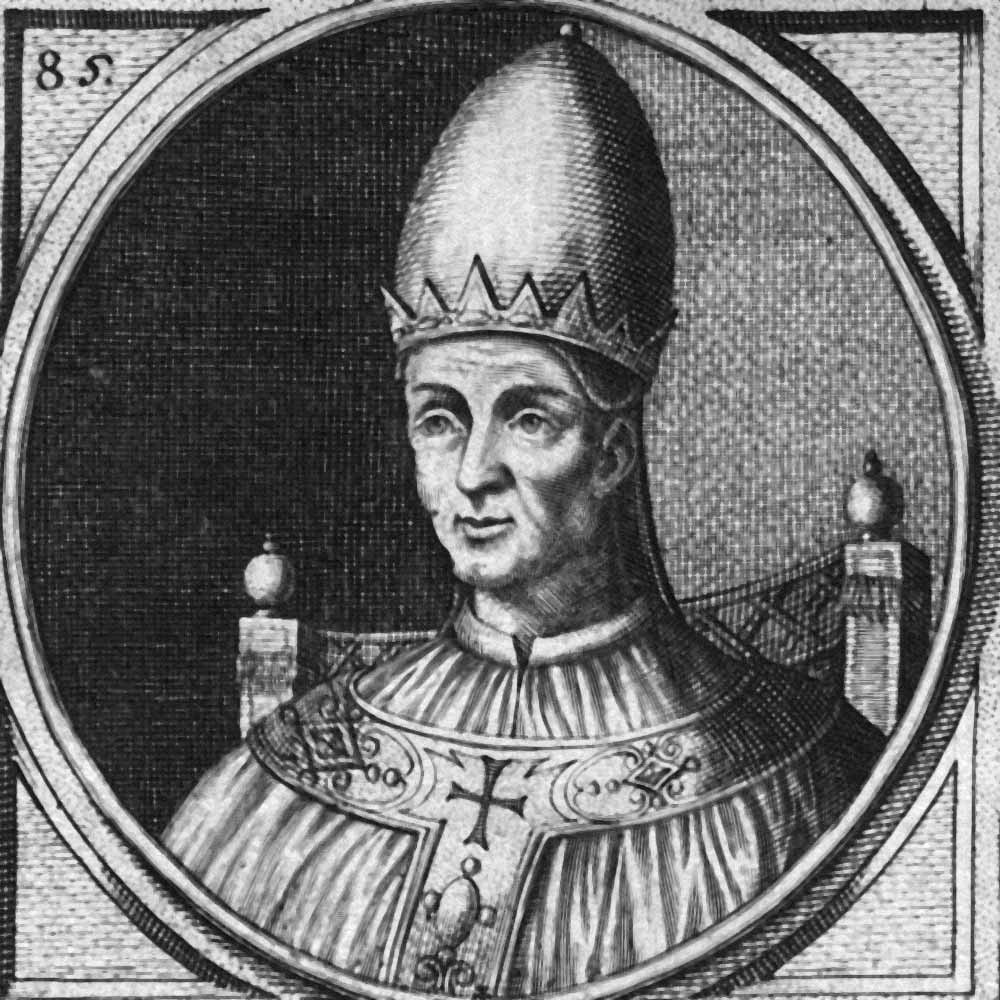
Сергий I 687-701 Папа римский